# Borstbeeld van Frank Essed
Het borstbeeld van Frank Essed aan de Dr. Sophie Redmondstraat werd op 25 november 1995 onthuld. Het staat op het terrein voor het Frank Essed Gebouw.

## Twee onthullingen
De onthulling werd verricht door zijn weduwe Eva Essed-Fruyn en president Ronald Venetiaan. Hans Breeveld was als voorzitter van de Frank Essed Stichting aanwezig. Na de onthulling van het beeld liepen vicepresident Jules Ajodhia en minister Ronald Assen van Planning en Ontwikkelingssamenwerking naar de trap van het gebouw, waar zij met hulp van werklieden de nieuwe naam van het gebouw onthulden, dat eveneens naar Frank Essed werd vernoemd.

## Frank Essed
Frank Essed (1919-1988) kwam met ideeën dit hij gedetailleerd uitwerkte met het doel Suriname te ontwikkelen. Essed werd bekend om zijn uitdrukking Mobilisatie van het eigene, waarmee hij doelde op het benutten en winnen van de natuurlijke hulpbronnen om Suriname te ontwikkelen. Hij was onder meer de geestelijk vader van het West-Surinameplan. Hij was tweemaal minister van Opbouw en tussendoor als eerste directeur van Stichting Planbureau Suriname. Roy Khemradj schreef de biografie over Essed en karakteriseert hem als de grootste Surinaamse visionaire denker ooit.

## Plaquette
Op de plaquette op de sokkel staat de volgende tekst:
| Dr. ir. Franklin Edgar Essed 21-4-1919 – 22-12-1988 Ontwikkeling is primair: "de mobilisatie van het eigene" 26 november 1995 Minister van opbouw van 1958 tot 1963 en van 1969 tot 1974 Directeur Stichting Planbureau Suriname van 1963 tot 1967 |